# Курайли
Курайли (каз. Құрайлы) — бывшее село в Актюбинской области Казахстана. Находилось в подчинении городской администрации Актобе. В 2018 году стало жилым массивом города Актобе в составе Алматинского административного района. Бывший административный центр Курайлинского сельского округа. Код КАТО — 151037100.

## Население
В 1999 году население села составляло 1309 человек (636 мужчин и 673 женщины). По данным переписи 2009 года в селе проживало 1712 человек (823 мужчины и 889 женщин).